# Etrumeus whiteheadi
Etrumeus whiteheadi är en fiskart som beskrevs av Wongratana, 1983. Etrumeus whiteheadi ingår i släktet Etrumeus och familjen sillfiskar. IUCN kategoriserar arten globalt som livskraftig. Inga underarter finns listade i Catalogue of Life.